# Niedersachsen-Rundfahrt 2006
Die 30. Niedersachsen-Rundfahrt fand vom 19. bis 23. April 2006 statt. Das Radrennen wurde in fünf Etappen über eine Distanz von 899 Kilometern ausgetragen. In diesem Jahr führte die Rundfahrt nicht durch den Harz, so dass alle Etappen im Sprint entschieden wurden. Zum ersten Mal in der Geschichte der Niedersachsen-Rundfahrt gewann ein Fahrer, Alessandro Petacchi, alle fünf Etappen.

## Etappen
| Etappe    | Tag       | Start – Ziel                   | km  | Etappensieger       | Führender           |
| --------- | --------- | ------------------------------ | --- | ------------------- | ------------------- |
| 1. Etappe | 19. April | Winsen (Luhe) – Nienburg       | 172 | Alessandro Petacchi | Alessandro Petacchi |
| 2. Etappe | 20. April | Nienburg – Bückeburg           | 174 | Alessandro Petacchi | Alessandro Petacchi |
| 3. Etappe | 21. April | Bückeburg – Rheda-Wiedenbrück  | 185 | Alessandro Petacchi | Alessandro Petacchi |
| 4. Etappe | 22. April | Rheda-Wiedenbrück – Duderstadt | 197 | Alessandro Petacchi | Alessandro Petacchi |
| 5. Etappe | 23. April | Duderstadt – Göttingen         | 171 | Alessandro Petacchi | Alessandro Petacchi |